# Bondues
Bondues település Franciaországban, Nord megyében. Lakosainak száma 9666 fő (2022. január 1.). Bondues Linselles, Tourcoing, Wambrechies, Marcq-en-Barœul, Marquette-lez-Lille, Mouvaux és Roncq községekkel határos.

## Népesség
A település népességének változása:
| Lakosok száma | 9904 | 9999 | 10 225 | 10 103 | 9961 | 9808 | 9759 | 9713 | 9666 |
|               | 2013 | 2015 | 2016   | 2017   | 2018 | 2019 | 2020 | 2021 | 2022 |